# Teyonah Parris

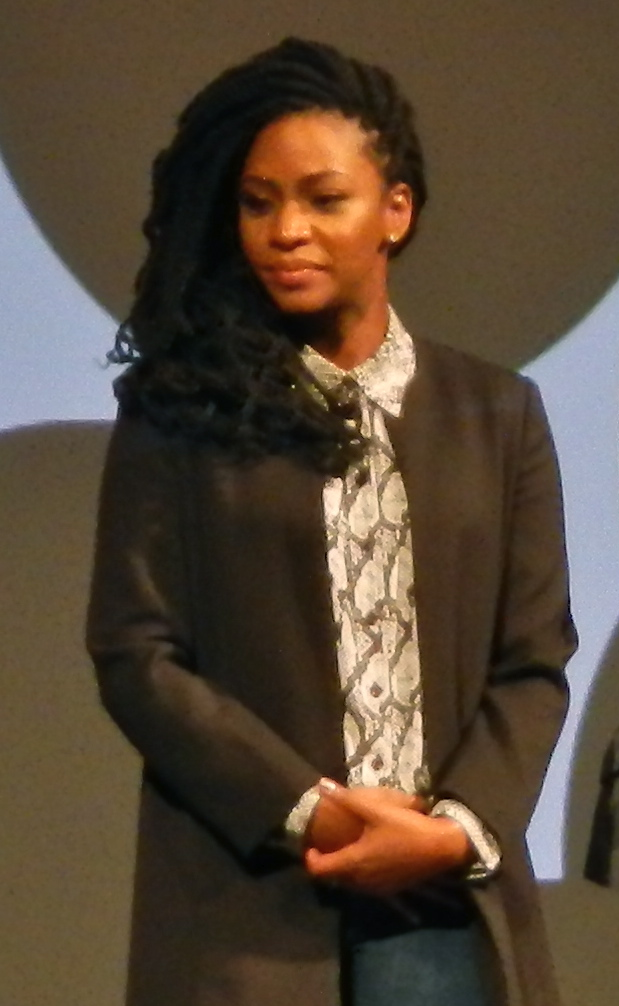
Teyonah Parris (2014)

Teyonah Parris (ur. 22 września 1987 w Hopkins) – amerykańska aktorka, która wystąpiła m.in. w filmach Gdyby ulica Beale umiała mówić i Chi-Raq oraz serialu WandaVision.

## Filmografia

### Filmy
| Rok  | Tytuł                          | Rola                     | Uwagi       |
| ---- | ------------------------------ | ------------------------ | ----------- |
| 2010 | Empire Corner                  | Alma                     | krótkometr. |
| 2010 | Wu is Dead                     | Alma                     | krótkometr. |
| 2010 | Skąd wiesz?                    | Riva                     |             |
| 2013 | A Picture of You               | Mika                     |             |
| 2014 | Drodzy biali ludzie            | Colandrea "Coco" Conners |             |
| 2014 | They Came Together             | Wanda                    |             |
| 2015 | Five Nights in Maine           | Penelope                 |             |
| 2015 | Where Children Play            | Bellissima Mccain        |             |
| 2015 | Chi-Raq                        | Lysistrata               |             |
| 2016 | 90 Days                        | Jessica                  | krótkometr. |
| 2018 | Gdyby ulica Beale umiała mówić | Ernestine Rivers         |             |
| 2019 | Point Blank                    | Taryn                    |             |
| 2020 | Królowie Charm City            | Teri                     |             |
| 2020 | The Photograph                 | Asia                     |             |
| 2021 | Candyman                       | Brianna Cartwright       |             |
| 2023 | They Cloned Tyrone             | Yo-Yo                    |             |
| 2023 | Marvels                        | Monica Rambeau           |             |
| 2023 | Święta rządzą!                 | Allison Garrick          |             |

### Telewizja
| Rok       | Tytuł                                            | Rola             | Uwagi           |
| --------- | ------------------------------------------------ | ---------------- | --------------- |
| 2010      | Żona idealna                                     | Melinda Gossett  | 1 odc.          |
| 2012–2015 | Mad Men                                          | Dawn Chambers    | 22 odc.         |
| 2013      | CSI: Kryminalne zagadki Las Vegas                | Karen Branston   | 1 odc.          |
| 2014–2017 | Survivor’s Remorse                               | Missy Vaughn     | 36 odc.         |
| 2016      | Love Under New Management: The Miki Howard Story | Miki Howard      | też producentka |
| 2017      | Imperium                                         | det. Pamela Rose | 6 odc.          |
| 2018      | Murder                                           | det. Ayana Lake  | pilot serii     |
| 2021      | WandaVision                                      | Monica Rambeau   | w gł. obsadzie  |